# Fédération des éclaireuses et éclaireurs
Pour les articles homonymes, voir FEE.
La Fédération des éclaireuses et éclaireurs (FEE) est un mouvement français, laïque de scoutisme. Il s'agit d'une des dix associations reconnues comme Accueil de scoutisme par l'État en France. C'est une association laïque, qui regroupe plusieurs autres associations autonomes ayant elles-mêmes des orientations non confessionnelles ou confessionnelles ouvertes à tous et non prosélytes. La FEE s'est créée en 1989 à la suite d'une scission de quelques groupes appartenant auparavant aux Éclaireuses éclaireurs de France. Son but était de maintenir la pédagogie du scoutisme classique au sein d'une organisation laïque. La FEE a fêté ses dix ans en 2000 autour du lac d'Aydat, ses vingt ans en 2009 dans le Morvan, ses trente ans en 2019 dans le Morvan.
Présent sur une large partie du territoire national, l'action fédérale consiste à représenter l'action des associations membres et les aider sur plusieurs points généraux : formation, communication, coordination, relais des décisions administratives centrales ou déconcentrées.
Le mouvement est divisés en trois branches principales :
- les louveteaux entre 8 et 11 ans, la branche jaune.
- les éclaireuses et éclaireurs entre 12 et 17 ans, la branche verte.
- les aînées et routiers entre 17 et 21 ans, la branche rouge

Il existe également dans quelques associations une branche dite "bleue ciel", pour les 6-8 ans.
La FEE est composée de 20 associations  :
- Groupe Pierre Dejean[1]
- Association de scoutisme laïque Pierre François[2]
- Éclaireuses et Éclaireurs alpins[3]
- Groupes scouts Altaïr
- Scouts orthodoxes de France[4]
- Les amis de la FEE
- Éclaireuses et Éclaireurs Diois[5]
- Éclaireuses et Éclaireurs laïques de Franche-Comté[6]
- Éclaireuses et Éclaireurs de l'Ourcq
- Scoutisme Unioniste Montalbanais[7]
- Éclaireuses et Éclaireurs laïques de Paris[8]
- Association angevine de scoutisme laïque[9]
- Scoutisme Gien[10]
- Éclaireuses et Éclaireurs d'Halatte[11]
- Éclaireuses et Éclaireurs laïques de l'Est parisien
- Scouts & Guides marins Jacques Cartier
- Éclaireur.se.s Étoile Rousse[12]
- Association des Éclaireuses et Éclaireurs Madiba
- Éclaireuses et Éclaireurs Laïques de l'Angoumois[13]
- Association de scoutisme laïque de Fontenay et alentours[14]
- Éclaireuses et Éclaireurs du Triangle de Feu[15]
- Éclaireuses et Éclaireurs laïques d’Elsàss[16]

## La formation au sein de la FEE
La fédération propose une formation interne qui reprend les termes initiaux : les Gilwell.
- Le Gilwell 1 initie à l'esprit et à la méthode d'une branche (branche jaune et branche verte) à partir de 17 ans
- Le Gilwell 2 est une formation pour les responsable d'unité ou assistant confirmé. Il permet aussi une spécialisation dans une technique. Il faut avoir encadré une unité y compris le camp d'été depuis le Gilwell 1
- Le Gilwell 3 est une formation pour les directeurs de camp et responsables de groupe ainsi que leur adjoints. Stage toutes branches ouvert aux responsables titulaires d'un Gilwell 2, à partir de 19 ans.
- Le Gilwell 4 est une formation continue pour les responsables qui souhaitent devenir formateurs. Elle ne délivre pas de diplôme.